# مگالین اچیکاوکی
مِگالین اِچیکاوُکی (انگلیسی: Megalyn Echikunwoke؛ زادهٔ ۲۸ مهٔ ۱۹۸۳) یک هنرپیشه اهل ایالات متحده آمریکا است. وی از سال ۱۹۹۸ میلادی تاکنون مشغول فعالیت بوده‌است.

## گزیدهٔ آثار

### سینما
- یک روز خوب برای جان‌سخت (۲۰۱۳)
- سرسره برقی (۲۰۱۴)
- چیپس (۲۰۱۷)
- مدرسه شبانه (۲۰۱۸)

### تلویزیون
- بابای آمریکایی! (۲۰۱۴)
- بازی‌های فکری (۲۰۱۴)
- بورلی هیلز ۹۰۲۱۰ (۲۰۱۲–۲۰۱۱)
- قانون و نظم: واحد قربانیان ویژه (۲۰۰۹)
- سی‌اس‌آی: میامی (۲۰۰۹–۲۰۰۸)
- ۴۴۰۰ (۲۰۰۷–۲۰۰۶)
- سوپرنچرال (۲۰۰۶)
- بافی قاتل خون‌آشام‌ها (۲۰۰۳)
- این رفتارت را دوست دارم (۲۰۰۲)
- بخش فوریت‌های پزشکی (۲۰۰۲)
- ۲۴ (۲۰۰۲–۲۰۰۱)